# Tijubina
Tijubina foi um réptil pré-histórico que habitou a Terra durante o início do período Cretáceo da era Mesozóica. Seus restos fossilizados foram descobertos no Ceará, em 1996, por trabalhadores de uma mina de calcário nos limites entre os municípios de Nova Olinda (Ceará) e Santana do Cariri.
O espécime-tipo de T. pontei foi inicialmente descrito em 1997, com uma nova descrição mais detalhada publicada em 2012. Trata-se de um pequeno lagarto terrestre, de cerca de 5cm de comprimento entre cabeça e pélvis, ou seja, sem contar a cauda. Foi inicialmente classificado como da família Teiidae, contudo a ausência de características típicas levou à sua reclassificação como um Scleroglossa basal.

## Nomenclatura
Tijubina é o nome popular de um lagarto atual, Ameiva ameiva, similar ao fóssil encontrado. O designativo específico da T. pontei é uma homenagem ao geólogo Francisco Celso Ponte, que liderara estudos científicos na Bacia do Araripe.